# کریستیانه امواسسا
کریستیانه امواسسا اموانگه (انگلیسی: Christianne Mwasesa Mwange؛ زادهٔ ۲۳ مارس ۱۹۸۵) بازیکن هندبال زن اهل جمهوری دموکراتیک کنگو است که عضو تیم ملی هندبال زنان جمهوری دموکراتیک کنگو می‌باشد و در بازی‌های آفریقایی ۲۰۱۹ برندهٔ ۱ مدال برنز شده‌است.